# Myotomys
Myotomys és un gènere de rosegadors de la família dels múrids. Les dues espècies d'aquest grup són oriündes del Karoo (Àfrica Austral). Encara que molts científics les inclouen en el gènere Otomys, les dades genètiques indiquen que ocupen una posició intermèdia entre Otomys i Parotomys, més propera a aquest últim. Tenen una llargada de cap a gropa de 93–205 mm, la cua de 47–106 mm i un pes de 45–156 g.